# Mafia II
A Mafia II (vagy Mafia 2) egy harmadik személyű, úgynevezett sandbox akciójáték, ami a Mafia: The City of Lost Heaven című játék folytatása. A 2K Czech fejlesztette (korábbi nevén az Illusion Softworks), és a 2K Games adta ki. A Mafia 2 fejlesztését 2007. augusztus 21-én jelentették be, a lipcsei Games Convention rendezvényen. A játék az 1940-es, '50-es években játszódik, a fikcionális Empire Bay-ben, és PC, PlayStation 3, és Xbox 360 érhető el. Hivatalosan 2010 augusztusában jelent meg.

## Játékmenet
A játék az 1940-es, 1950-es években játszódik, a fikcionális Empire Bay városában, amit New York, Chicago, Los Angeles, San Francisco és Detroit városokról modelleztek a készítők. A játék során 40 km² a bejárható terület, 30-40 a vezethető járművek száma (45 a letölthető tartalmakkal együtt).
Az előző részből több fegyver is visszaköszön, például az M1928-as Thomson gépfegyver, az M1911 pisztoly (Colt 1911), illetve a pump action shotgun, ezenkívül több második világháborús fegyver, például az MP 40, az M3 géppisztoly, az MG 42, valamint a Beretta Model 38 is előkerülnek.
A játékban kétféle akciógomb létezik, egy normál, és egy "erőszakos", ami azt jelenti, hogy például egy autó ellopásánál a játékos választhat, hogy feltöri-e a zárat, vagy pedig betöri az ablakát. Egy térkép is helyet kapott, úgy mint az előző részben. Új funkcióként jelenik meg a fedezékbe vonulás lehetősége, ahol a játékos egy gomb megnyomásával elrejtőzhet különböző tárgyak mögött (például oszlop, fal, nagyobb láda stb.), ahonnan egyszerűbben lőheti le az ellenségeket, ahelyett, hogy csak simán leguggolna.
A játékban háromféle rádióállomást lehet hallgatni, ezek az Empire Classic Radio, Empire Central Radio, és Delta Radio, ahol zenék, hírek, és reklámok szólnak. A zenék különböző műfajúak, hallhatók például Rock and Roll, Big Band, Rythm and blues, Doo-wop számok több előadótól.
A játékmenet mentése általában a küldetés végén vagy nagyobb akciók lezárásakor automatikusan történik.

## Történet
A játék azzal kezdődik, hogy a főszereplő, Vito Scaletta egy fotóalbumot néz, és elkezdi mesélni történetét. 1925-ben született Szicíliában, egy nagyon szegény család második gyerekeként. Néhány évvel később a család Amerikába, a fikcionális Empire Bay-be emigrál egy jobb élet reményében, bár életkörülményeik ennek ellenére sem javultak.
Ahogy telnek az évek, Vito egy Joe Barbaro nevű emberrel bűnöz, rabol, akivel időközben legjobb barátok lesznek. Vitót egy rablás közben tetten érik, és választás elé állítják: vagy börtönbe megy, vagy pedig a hadseregbe. Ő az utóbbit választja, aminek eredményeként a szicíliai Huskey hadműveletben vesz részt, ahol segíti a felszabadulást. Nem sokkal ezután meglövik, így hazaküldik Amerikába.
Ahogy hazakerül, Joe-nak a kapcsolatain keresztül sikerül hivatalos (de hamis) okmányokkal elérnie, hogy Vitónak többé ne kelljen visszamennie a hadseregbe. Emellett Vito rájön, hogy az apja 2000 dollár adósságot hagyott rá és a családjára, amit egy héten belül vissza kell fizetnie. Pénzkeresés reményében Vito Joe-hoz fordul, aki bemutatja Henry Tomasinónak, az egyik maffiafőnök, Alberto Clemente alkalmazottjának. Néhány "munka" elvégzése után személyesen találkoznak Clementével, aki 5000 dollárért felajánlja nekik, hogy a „család” teljes tagjai lehessenek. Henry keze alatt Vito több bűncselekményt is elkövet. Ugyan a keresetéből sikerült megszabadulnia az adósságaitól, de rögtön ezután a rendőrség letartóztatja, és a bíróság 10 év börtönre ítéli.
A börtönben Vito megismerkedik Leo Galantével, aki egy másik maffiafőnök, Frank Vinci jobbkeze. Galante néhány "szolgálatért" cserébe eléri, hogy lerövidítsék Vito büntetését 6 évre. Vito Leótól megtudja, hogy a családba bekerülésért soha nem kérnek pénzt, ehhez elegendő csupán a család iránti lojalitás, és persze a "kemény munka", ami arra enged következtetni, hogy Clementével valami nincs rendben. Galante elmondja neki, hogy három nagy maffiacsalád létezik: a konzervatív Vinci család, a Clemente család, és a Falcone família. Miután kikerül, elsőként Joe-val találkozik, aki azóta Carlo Falconénak dolgozik. Vito több nem hétköznapi küldetést is teljesít Falconénak, melynek következtében teljes jogú tagjává válik a családnak. Ezek után fellendül az élete, sok pénzt szerez a munkáiért, és még egy vízparti házat is vásárol magának. A legnehezebb küldetést akkor kapja, amikor meg kell ölnie Clementét, amiért az drogkereskedelemben vett részt, és ez súlyosan sérti a szabályzatot. Annak ellenére, hogy a kísérlet rosszul sül el, (Joe 17 éves barátja, Marty életét veszti), mégis sikerül eltenni Clementét láb alól. Joe nagyon feldúlt barátja halála miatt, emiatt bűnösnek érezte magát, aminek "nem lett volna szabad megtörténnie".
Nem sokkal a történtek után Vitót megkeresi Henry, aki Clementének dolgozott annak haláláig, és most Vito segítségét kéri, hogy tagja lehessen a Falcone családnak. Hogy bizonyítson, elrendelik Henrynek, hogy ölje meg Leo Galantét, ám ők ketten megegyeznek, és futni hagyja Leót, akit Vito a vasútállomásra menekít. Pár nappal később ír bűnözők egy csoportja, akiknek vezetőjét Vito annak idején a börtönben megölte, földig égetik a házát, és fegyverekkel támadnak rá, Vitónak alig sikerül elmenekülnie. Ezután Joe-hoz fordul, hogy segítsen neki bosszút állni. Hogy kikerüljenek az adósságaikból, Henry segítségével Vito és Joe elkezdenek drogot árulni, mondván hogy Falcone is benne van a drogkereskedelemben. Ugyan a vállalkozásuk sikeres, azonban a kínaiak, akiktől vásárolják az anyagot, kiderítik, hogy Henry valójában a kormány besúgója, és a parkban fényes nappal brutálisan meggyilkolják. Kétségbeesésükben Vito és Joe bosszút akarnak állni a kínai főnökön, aki elrendelte Henry kivégzését, ezért megölik. Ezenkívül a kínaiak azt a pénzt is ellopták, amit Vito és Joe a drogokon kerestek, így nehéz helyzetbe kerültek, ugyanis nem tudják visszafizetni az uzsorásnak a kölcsönt, amit a drogok megvásárlásához vettek föl. Ezért Vitónak saját magának kell pénzt szereznie.
Először Vito Derek Pappalardóhoz fordul, a kikötő igazgatójához, aki annak idején Vito apját is alkalmazta (és Frank Vincinek dolgozik). Derek megbízza a fiút, hogy segítsen szétütni a sztrájkoló munkások között, azonban a dolgozóktól Vito megtudja, hogy Derek ölte meg az apját, ezért megöli őt és segédjét, Steve Coyne-t. Egyébként Joe-nak és Vitónak sikerül megszerezni a pénzt az uzsorásnak, eközben például megölik Thomas Angelót is, az előző játék főszereplőjét.
A kínaiakkal való incidens óriási ellentétet és háborút szít a két maffiavezér, Falcone és Vinci között. Emiatt Falcone találkozóra hívja Vitót a csillagvizsgálóba, ám útközben Galante felszedi őt. Leo elmondja neki, hogy egy csapdát állítottak neki, és Galanténak köszönheti az életét. Így Vinci emberei rákényszerítik őt, hogy végezzen Falconéval, és így megoldják a konfliktust a kínaiakkal. Joe segítségével Vitónak sikerül a küldetés, és Leóval együtt ünnepelni indulnak, azonban a Joe-t szállító autó eltér másik irányba, amire Galante elmondja Vitónak, hogy "Sajnálom kölyök. Joe nem volt része a megállapodásnak." Ez valószínűleg azt jelenti, hogy Leo nem tudta vagy nem akarta megmenteni Joe-t a bosszúvágyó kínaiaktól. A játék egy Empire Bay feletti panorámával fejeződik be.

## Promóció és kiadások
Több előzetes videó (trailer) jelent meg a játékról.
- Az első egy visszafogott étteremben játszódik, ahol Luca, Henry, Vito és Joe vacsoráznak. Egy kis beszéd után Luca megkérdezi Vitót, hogy ellenzi-e az "ember állatok" megölését. Ezt néhány jelenet követi, amelyek a játékmenetből származnak. A következő jelenet egy raktárban játszódik. Egy ember fekszik a földön, és az életéért könyörög, de Henry elsüti a pisztolyát. Az utolsó jelenetben Joe, Vito és Eddie egy autóban ülnek, és egy ember eltüntetésére alkalmas helyre vezetnek. Louis Prima "Oh Marie" című műve hallható a videó alatt.
- A második előzetes az előzőhöz hasonlóan szintén egy rövid kerettörténettel rendelkezik. Vito éppen a karácsony előtti gyónására készül, amikor a "Hallgass meg Atyám, vétkeztem" mondata után a zene felgyorsul és rövid, a játékból kivágott jeleneteket láthatunk.
- Az első részletek a játékmenetből a GameSpot weboldalán jelentek meg 2009. április 17-én egy a Mafia II producerével, Denby Grace-szel készített interjú részeként. A videóban részletek voltak láthatók a vezetés illetve a lövöldözős jelenetekből, illetve a játékmotor demonstrációja. Az interjút később eltávolították az oldalról.
- 2009. május 27-én egy bemutató videó jelent meg, ami a PhysX alapú grafikai rendszert és a játék grafikus motorját demonstrálta.
- 2009. május 28-án került fel az internetre a harmadik előzetes (trailer).
- 2009. június 1-jétől kezdve négy rövid videó került fel a hivatalos Mafia II weboldalra, amik további részleteket mutattak be a játékból.
- 2010. augusztus 3-án Sheridyn Fisher, a Playboy Swim 2010 arca lett a hivatalos védnöke a Mafia II-nek. A Playboy és a 2K Games megállapodása szerint utóbbi 50 régi klasszikus Playboy borítót illetve képeket építhetett bele a játékba, mint összegyűjthető tárgyakat.
- A játék demóját 2010. augusztus 10-én tették elérhetővé Steamen, Xbox Live Marketplace-en, és a PlayStation Networkön.

### Japán cenzúrázott kiadás
A japán kiadásban a játékban szereplő Playboy magazinok egyes részeit cenzúrázták. Az összes olyan rész, ami nők mellét vagy hátsó részét mutatták, fekete csíkokkal lett kitakarva, annak ellenére, hogy "Z" minősítést kapott, azaz „18 éven aluliaknak nem ajánlott”.

### Előrendelési kedvezmények
2010. május 26-án, négy extra-csomagot jelentettek be a játékhoz amerikai és európai országokban, mint előrendelési bónuszt. A Vegas Pack két extra autót és ruhát tartalmazott, a War Hero Pack két katonai járművet és ruházatot, ezeket a GameStop és az EBGames forgalmazta. A két sportautót és kabátot tartalmazó Renegade Pack az Amazonon keresztül volt elérhető, míg a Greaser Pack-hoz a Best Buy vásárlói juthattak hozzá. Ezek a csomagok a Steam, Xbox Live és PlayStation Network hálózatán keresztül érhetőek el. 2010. május 26-án bejelentették, hogy a Mafia II-nek lesz egy Collectors Edition változata is.

### PlayStation 3-as verzió
A játék PS3-as változata lett heves viták tárgya a 2K Games Mafia II fórumán, miután a 2K Games marketingmenedzsere, Elizabeth Tobey azt állította, hogy a PS3-as verzióban nem lesznek jelen olyan grafikai elemek, amik megtalálhatóak a windowsos illetve az Xbox 360-as verzióban, például a háromdimenziós fű, a hullák alatti vértócsák. Ezek állítólag megtalálhatóak voltak a játék korábbi fejlesztői változataiban, ám a végső verzióból kikerültek, hogy az az említett konzolon játszható teljesítményt nyújthasson.

### Letölthető tartalmak
Három letölthető csomagot jelentettek be a Mafia II-höz. Az első The Betrayal of Jimmy egy PlayStation 3 specifikus csomag volt, amit a megjelenés idején a játék tulajdonosai ingyen tölthettek le. Ezt a Sony 2010. június 15-én jelentette be.
A második csomag (Jimmy's Vendetta) a PlayStation Network, Xbox Live Marketplace és a Steam hálózatokon keresztül lett elérhető 2010. szeptember 7-ike után.
A harmadik és egyben utolsó ilyen csomagot (Joe's Adventures) 2010. november 23-án adták ki. Ez a csomag azokra az eseményekre fókuszál, amik az idő tájt történtek Empire Bay-ben, mikor Vito börtönben ült. Ebben a kiegészítésben többféle küldetés is megtalálható, és körülbelül nyolc óra játékidőt biztosít.
Az orosz 1C Company hivatalosan is bejelentette az orosz piacra szánt bővített változatot, a Mafia 2: Extended Edition-t. Ez tartalmazza magát a játékot, a négy bónuszcsomagot, és a három letölthető extracsomagot. 2010. december 3-án jelent meg a windowsos változat, az Xbox 360-as verzió még készül.

## Értékelés
A Mafia II pozitív illetve vegyes kritikákat kapott. Az IGN 7/10 pontot adott, mondván, hogy "A Mafia 2 egy szolid kis játék, amivel jól el lehet szórakozni, de nem szabad tőle nagyon sokat várni". A Gamespot 8,5 pontot adott, azt állítva, hogy "A Mafia II egy izgalmas és kompromisszumok nélküli történetet dolgoz fel, egy hatásos és vad kalandban lesz része a játékosnak". A Game Informer 9 pontot adott a 10-ből, azonban a legnegatívabb értékelést az Eurogamer adta, amely mindössze 4 pontra értékelte a játékot, állítván, hogy "A Mafia II hiteltelenné teszi azt a hiedelmet, miszerint a maffia mint önmaga egyáltalán egy érdekes dolog. Úgy állítja be ezt a világot, mintha az az unalom pokla lenne, amit eszméletlenül buta robotok irányítanának, felkelnek reggel, elvégeznek egy sor értelmetlen feladatot, és azután hazamennek." Ben Croshaw a Zero Punctuation-tól "általánosnak" nevezte a játékot, és megjegyezte, hogy felfedezhetőek hasonlóságok a játék és a Grand Theft Auto IV fő karakterei között, ám kritizálta olyan dolgok hiányát, amik más hasonló műfajú játékokban megvannak. Szintén talált kivetnivalót a játék olyan részein is, mint például a vezetés, amik a játékmenetet "szükségtelenül töltik ki".
Ebben a játékban hallható a legtöbb káromkodás, megdöntve ebben a korábbi rekordert, a The House of the Dead: Overkill nevű játékot.

## Fordítás
- Ez a szócikk részben vagy egészben  a   Mafia II című angol Wikipédia-szócikk fordításán alapul.  Az eredeti cikk szerkesztőit annak laptörténete sorolja fel. Ez a jelzés csupán a megfogalmazás eredetét és a szerzői jogokat jelzi, nem szolgál a cikkben szereplő információk forrásmegjelöléseként.

## Külső hivatkozások
- Hivatalos weboldal